# Dominick Dunne
Dominick Dunne (* 29. Oktober 1925 in Hartford, Connecticut; † 26. August 2009 in New York) war ein US-amerikanischer Journalist, Buchautor und Filmproduzent. Bekannt wurde er vor allem durch seine Gerichtsreportagen.

## Leben
Dunne war eines von sechs Kindern einer wohlhabenden Familie. Seine Eltern waren Dorothy Frances Dunne, geborene Burns, und Richard Edwin Dunne, Chefarzt an einer Klinik und bekannter Kardiologe. Einer seiner Brüder war der Schriftsteller John Gregory Dunne. Nach einem Studium am Williams College diente er als Soldat im Zweiten Weltkrieg.
Nach beruflichen Anfängen beim Fernsehen produzierte er mehrere Kinofilme: 1970 The Boys in the Band (Die Harten und die Zarten) von William Friedkin, 1971 The Panic in Needle Park von Jerry Schatzberg mit Al Pacino, 1972 Play as it Lays von Frank Perry mit Anthony Perkins und 1973 Ash Wednesday von Larry Peerce, mit Elizabeth Taylor und Henry Fonda. Eine Erkrankung an Alkoholismus und Missbrauch von Drogen setzten seiner Karriere als Filmproduzent ein Ende.
Ein persönlicher Schicksalsschlag gab den Anstoß zu seiner zweiten beruflichen Laufbahn: 1982 wurde seine 22 Jahre alte Tochter, die Schauspielerin Dominique Dunne, von ihrem Exfreund erwürgt. Tina Brown, damals Chefredakteurin bei Vanity Fair, schlug ihm vor, für die Zeitschrift über den Prozess zu berichten. Er schrieb die Reportage Justice: A Father’s Account of the Trial of His Daughter’s Killer (deutsch: Gerechtigkeit: Bericht eines Vaters über den Prozess gegen den Mörder seiner Tochter). Dem Angeklagten wurden mildernde Umstände zugutegehalten, er kam mit der relativ milden Verurteilung zu sechseinhalb Jahren Haft davon. Hätte er nicht die Möglichkeit gehabt, über den Prozess zu schreiben, äußerte sich Dunne, so wäre er verrückt geworden.
Die Erlebnisse um den Tod seiner Tochter verarbeitete er auch in dem Roman People Like Us, in dem ein Vater versucht, den Mörder seiner Tochter zu töten, und deswegen verurteilt wird. Dunnes Empfinden, dass es in dem Prozess um den Tod seiner Tochter ungerecht zugegangen sei, motivierte ihn, weiter über Prozesse zu berichten und in seinen Berichten für die Opfer Partei zu ergreifen. The Cambridge History of Law bezeichnet ihn als einen der besten Berichterstatter über berühmte Kriminalfälle und Gerichtsprozesse mit Beteiligung Prominenter. Im Fernsehen war Dunne ebenfalls häufig als Experte für solche Prozesse zu sehen. Für den Sender Court TV präsentierte er regelmäßig die Sendung Power, Privilege and Justice (Macht, Privilegien und Gerechtigkeit).
Dunne berichtete über die Prozesse gegen Claus von Bülow, gegen die Brüder Lyle und Erik Menendez, und 1994 über den Mordprozess gegen O. J. Simpson. In seiner Reportage machte er aus seiner Überzeugung, dass Simpson schuldig sei, keinen Hehl. Sein 1994 erschienenes Buch A Season in Purgatory trug dazu bei, dass die Anklage wegen Tötung eines 15-jährigen Mädchens gegen Michael Skakel, einen Neffen von Ethel Kennedy, neu aufgenommen wurde. Skakel wurde schließlich verurteilt.
Dunne war selbst Mitglied der High Society, über die er so schonungslos berichtete. Obwohl mit dem Ehepaar Alfred und Betsy Bloomingdale befreundet, verwendete er die Geschichte des Ehemanns und seiner außerehelichen Geliebten in seinem Roman An inconvenient Woman. Die Geliebte war zum Opfer in einem Mordfall geworden. Der Roman wurde ein Bestseller. Wegen seiner schonungslosen Reportagen wurde Dunne oft mit Truman Capote verglichen.
Sein Verhalten trug ihm aber auch einige Rechtsstreitigkeiten wegen übler Nachrede ein, so unter anderem einen Prozess gegen den kalifornischen Abgeordneten im Repräsentantenhaus der Vereinigten Staaten, Gary Condit, den er verlor. 2008 berichtete Dunne erneut über Simpson, als dieser sich wegen bewaffneten Raubes erneut vor Gericht verantworten musste. Das Urteil, 15 Jahre Haft, war für Dunne nach seinen eigenen Worten keine Überraschung.
Dunne starb im Alter von 83 Jahren an Krebs. Bis zuletzt arbeitete er an seinem letzten Buch, Too Much Money, das im Dezember 2009 erschien.
Dunne war von 1954 bis 1965 mit Ellen Beatriz Griffin verheiratet. Aus der Ehe gingen fünf Kinder hervor, darunter neben der bereits erwähnten Schauspielerin Dominique Dunne auch der Schauspieler und Oscar-Nominierte Griffin Dunne. Die anderen zwei Kinder starben nur wenige Tage nach der Geburt.

## Werke (Auswahl)
- The Two Mrs. Grenvilles, 1986: Sidgwick & Jackson, ISBN 978-0283993480
- People like us, 1988: Crown, ISBN 978-0517568798 
 Deutsch: In unseren Kreisen, 1994: Droemer Knaur, ISBN 978-3426030738
- An inconvenient Woman, 1990: Crown, ISBN 978-0517577639 
 Deutsch: Eine unbequeme Frau, 1991: Droemer Knaur, ISBN 978-3426192825
- A Season in Purgatory, 1993: Crown, ISBN 978-0517583869 
 Deutsch: Zeit des Fegefeuers, 1996: Goldmann Wilhelm, ISBN 978-3442433148
- Another City, Not My Own, 1997: Crown, ISBN 978-0609601006